# Ageratina

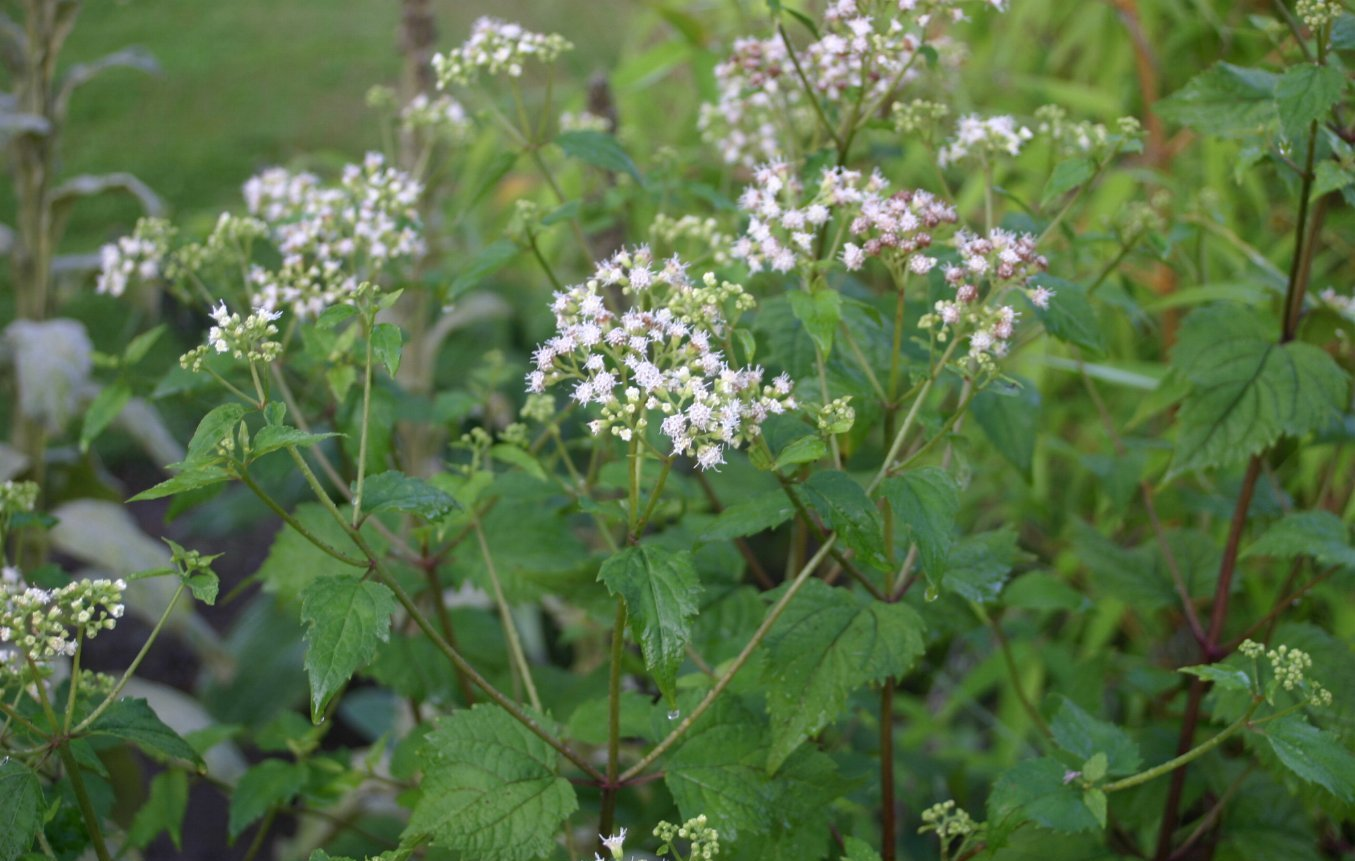
A. altissima

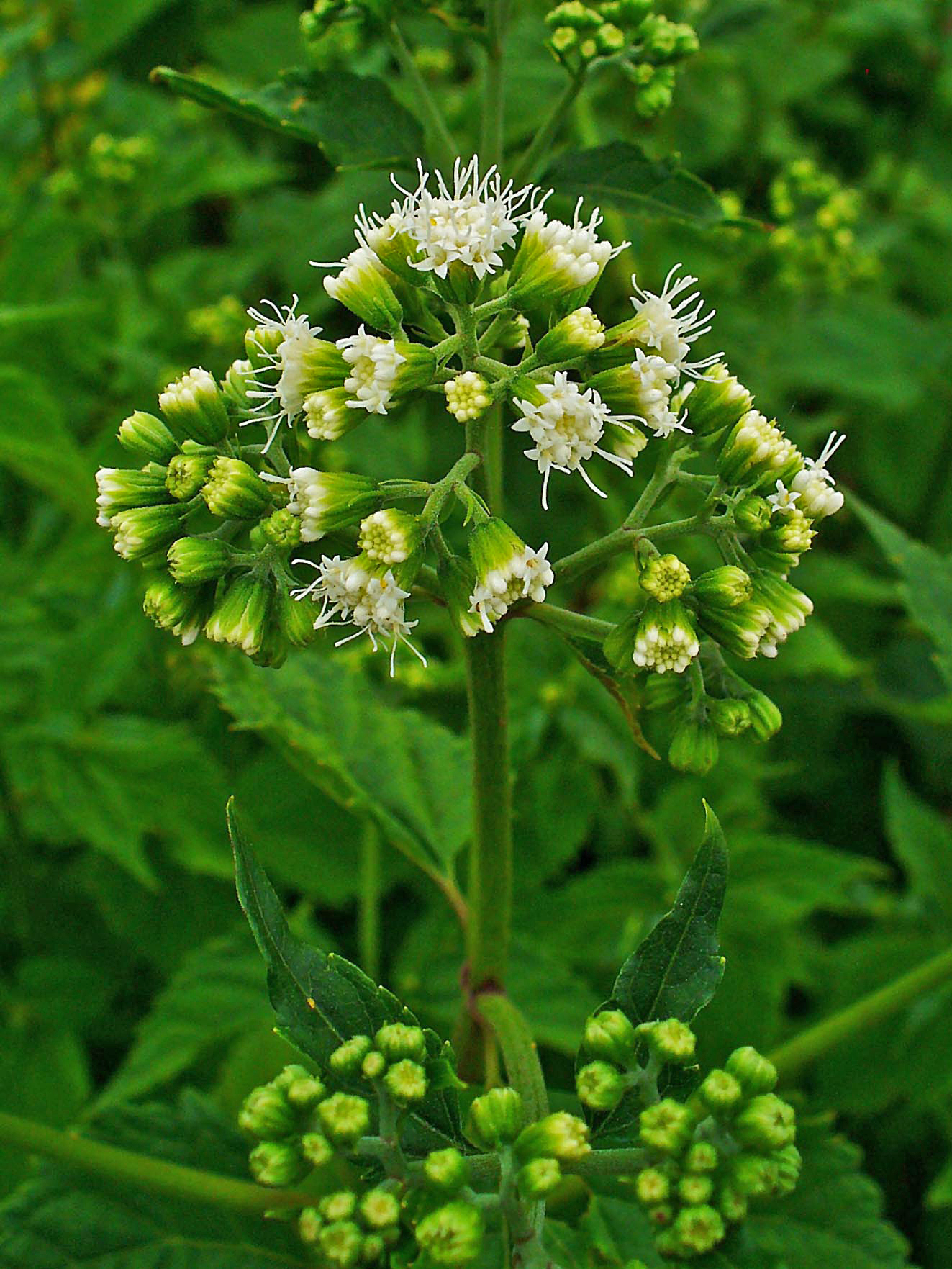
A. aromatica

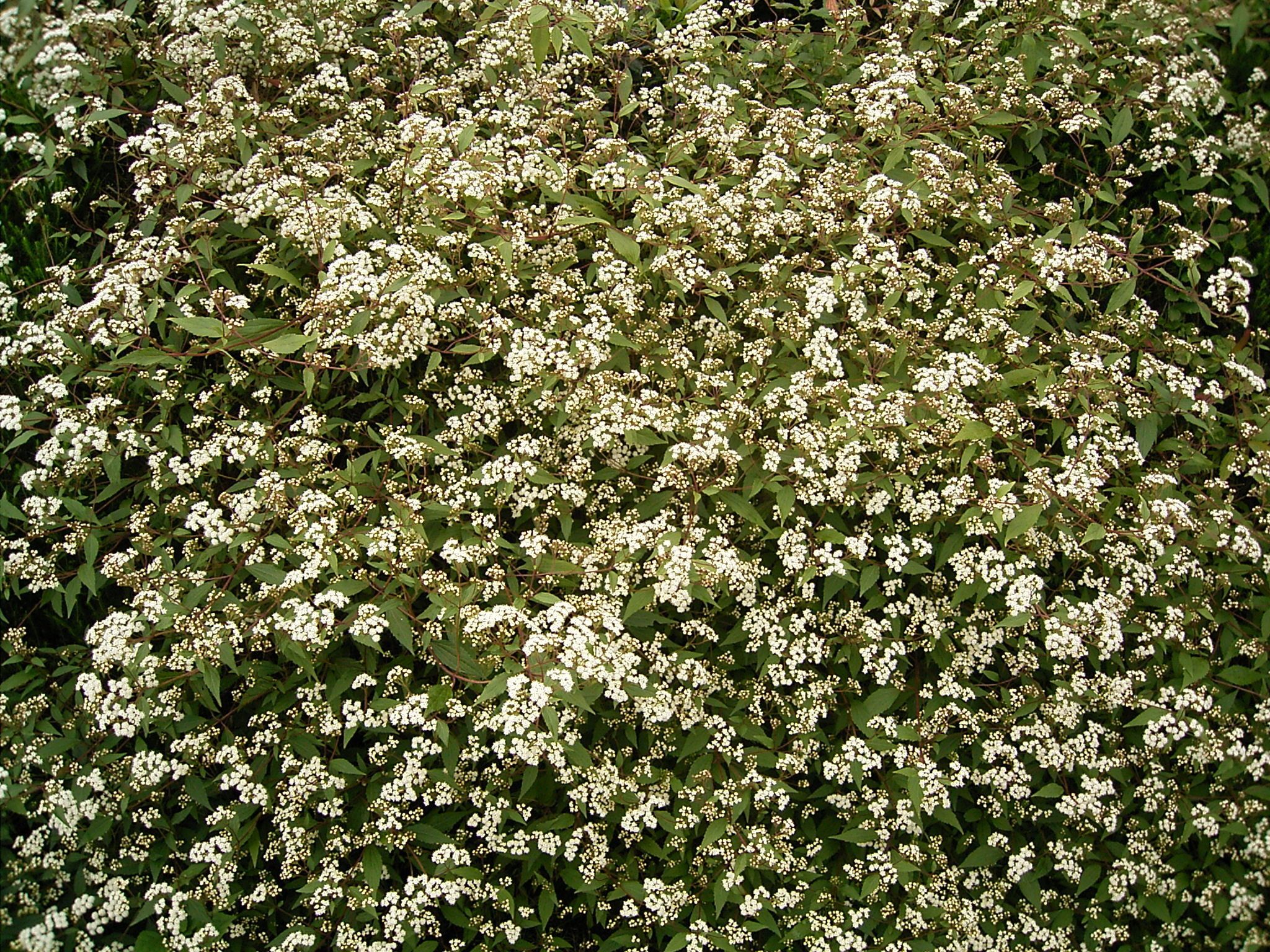
A. riparia

Ageratina – rodzaj roślin z rodziny astrowatych (Asteraceae). Obejmuje ponad 330 gatunków występujących w Ameryce Północnej i Środkowej oraz w paśmie Andów w Ameryce Południowej. Niektórzy przedstawiciele rodzaju są uciążliwymi gatunkami inwazyjnymi, np. A. adenophora inwazyjny w południowej Afryce, w Australii i Nowej Zelandii (powoduje choroby koni w przypadku spożycia i reakcje skórne u ludzi) oraz A. riparia będący chwastem w tropikalnej Azji.

## Morfologia
PokrójByliny, półkrzewy i krzewy, rzadko drzewa, najczęściej osiągające od 20 do 220 cm wysokości. Pęd zwykle wyprostowany, rzadko wspinający się, rozgałęziony silnie lub słabo.
LiścieOgonkowe, wyrastające naprzeciwlegle. Blaszka u nasady zwykle z 3, rzadziej z 5 głównymi wiązkami przewodzącymi, kształtu lancetowatego, jajowatego, rombowatego, trójkątnego lub kolistego. Całobrzega, piłkowana lub ząbkowana. Na powierzchni gładka, omszona lub szorstko owłosiona.
KwiatyZebrane po 10–60 w dyskowate koszyczki, zwykle w zwartych, baldachokształtnych kwiatostanach, rzadko koszyczki są pojedyncze. Okrywa dzwonkowata, o średnicy 3–6 mm. Korona kwiatowa biała lub lawendowa.

## Systematyka
Pozycja według APweb (aktualizowany system APG IV z 2016)
Jeden z rodzajów plemienia Eupatorieae z podrodziny Asteroideae w obrębie rodziny astrowatych (Asteraceae) z rzędu astrowców (Asterales) należącego do dwuliściennych właściwych.
Wykaz gatunków
- Ageratina acevedoana B.L.Turner
- Ageratina acevedoi H.Rob.
- Ageratina acutidentata (B.L.Rob.) R.M.King & H.Rob.
- Ageratina adenachaenia (Sch.Bip. ex Klatt) R.M.King & H.Rob.
- Ageratina adenophora (Spreng.) R.M.King & H.Rob.
- Ageratina adenophoroides H.Rob.
- Ageratina aegirophylla (B.L.Rob.) R.M.King & H.Rob.
- Ageratina alexanderi R.M.King & H.Rob.
- Ageratina allenii (Standl.) R.M.King & H.Rob.
- Ageratina almedae R.M.King & H.Rob.
- Ageratina altissima (L.) R.M.King & H.Rob. 	1
- Ageratina amblyolepis (B.L.Rob.) R.M.King & H.Rob.
- Ageratina ampla (Benth.) R.M.King & H.Rob.
- Ageratina anchistea (Grashoff & Beaman) R.M.King & H.Rob.
- Ageratina angustifolia (Kunth) R.M.King & H.Rob.
- Ageratina anisochroma (Klatt) R.M.King & H.Rob.
- Ageratina apollinairei (B.L.Rob.) R.M.King & H.Rob.
- Ageratina appendiculata V.M.Badillo
- Ageratina aracaiensis V.M.Badillo
- Ageratina arbutifolia (Benth.) R.M.King & H.Rob.
- Ageratina areolaris (DC.) Gage ex B.L.Turner
- Ageratina aristeguietii R.M.King & H.Rob.
- Ageratina aristei (B.L.Rob.) R.M.King & H.Rob.
- Ageratina aromatica (L.) Spach
- Ageratina arsenei (B.L.Rob.) R.M.King & H.Rob.
- Ageratina asclepiadea (L.f.) R.M.King & H.Rob.
- Ageratina astellera (B.L.Turner) B.L.Turner
- Ageratina atrocordata (B.L.Rob.) R.M.King & H.Rob.
- Ageratina austin-smithii R.M.King & H.Rob.
- Ageratina ayerscottiana B.L.Turner
- Ageratina baccharoides (Kunth) R.M.King & H.Rob.
- Ageratina badia (Klatt) R.M.King & H.Rob.
- Ageratina barbensis R.M.King & H.Rob.
- Ageratina barclayae R.M.King & H.Rob.
- Ageratina barriei B.L.Turner
- Ageratina beamanii B.L.Turner
- Ageratina bellidifolia (Benth.) R.M.King & H.Rob.
- Ageratina betulaefolia (Greene) R.M.King & H.Rob.
- Ageratina bishopii R.M.King & H.Rob.
- Ageratina blepharilepis (Sch.Bip.) R.M.King & H.Rob.
- Ageratina bobjansenii B.L.Turner
- Ageratina boekei R.M.King & H.Rob.
- Ageratina boyacensis R.M.King & H.Rob.
- Ageratina brandegeana (B.L.Rob.) R.M.King & H.Rob.
- Ageratina breedlovei R.M.King & H.Rob.
- Ageratina brevipes (DC.) R.M.King & H.Rob.
- Ageratina burgeri R.M.King & H.Rob.
- Ageratina caeciliae (B.L.Rob.) R.M.King & H.Rob.
- Ageratina calaminthaefolia (Kunth) R.M.King & H.Rob.
- Ageratina calderillensis (Hieron.) R.M.King & H.Rob.
- Ageratina calophylla (B.L.Rob.) R.M.King & H.Rob.
- Ageratina camachensis (Hieron.) R.M.King & H.Rob.
- Ageratina campii H.Rob.
- Ageratina campyloclada (B.L.Rob.) R.M.King & H.Rob.
- Ageratina capazica V.M.Badillo
- Ageratina capillipes R.M.King & H.Rob.
- Ageratina cardiophylla (B.L.Rob.) R.M.King & H.Rob.
- Ageratina carmonis (Standl. & Steyerm.) R.M.King & H.Rob.
- Ageratina cartagoensis R.M.King & H.Rob.
- Ageratina celestini (Cuatrec.) R.M.King & H.Rob.
- Ageratina cerifera (McVaugh) R.M.King & H.Rob.
- Ageratina chachapoyasensis (Cuatrec.) R.M.King & H.Rob.
- Ageratina chazaroana B.L.Turner
- Ageratina chimalapana B.L.Turner
- Ageratina chiriquensis (B.L.Rob.) R.M.King & H.Rob.
- Ageratina choricephala (B.L.Rob.) R.M.King & H.Rob.
- Ageratina choricephaloides (B.L.Rob.) R.M.King & H.Rob.
- Ageratina ciliata (Less.) R.M.King & H.Rob.
- Ageratina colimana B.L.Turner
- Ageratina collodes (B.L.Rob. & Greenm.) R.M.King & H.Rob.
- Ageratina contigua R.M.King & H.Rob.
- Ageratina contorta (C.D.Adams) R.M.King & H.Rob.
- Ageratina corylifolia (Griseb.) R.M.King & H.Rob.
- Ageratina costaricensis R.M.King & H.Rob.
- Ageratina crassiceps (B.L.Rob.) R.M.King & H.Rob.
- Ageratina cremasta (B.L.Rob.) R.M.King & H.Rob.
- Ageratina crenaea (B.L.Rob.) R.M.King & H.Rob.
- Ageratina croatii R.M.King & H.Rob.
- Ageratina cronquistii R.M.King & H.Rob.
- Ageratina cruzii B.L.Turner
- Ageratina cuatrecasasii R.M.King & H.Rob.
- Ageratina cuencana (B.L.Rob.) R.M.King & H.Rob.
- Ageratina cumbensis H.Rob.
- Ageratina cutervensis (Hieron.) R.M.King & H.Rob.
- Ageratina cuzcoensis (Hieron.) R.M.King & H.Rob.
- Ageratina cylindrica (McVaugh) R.M.King & H.Rob.
- Ageratina dasyneura (B.L.Rob.) R.M.King & H.Rob.
- Ageratina davidsei R.M.King & H.Rob.
- Ageratina deltoidea (Jacq.) R.M.King & H.Rob.
- Ageratina dendroides (Spreng.) R.M.King & H.Rob.
- Ageratina desquamans (B.L.Rob.) R.M.King & H.Rob.
- Ageratina dictyoneura (Urb.) R.M.King & H.Rob.
- Ageratina dillonii H.Rob.
- Ageratina diversipila R.M.King & H.Rob.
- Ageratina dolichobasis (McVaugh) R.M.King & H.Rob.
- Ageratina dombeyana (DC.) R.M.King & H.Rob.
- Ageratina dorrii V.M.Badillo
- Ageratina durangensis (B.L.Rob.) R.M.King & H.Rob.
- Ageratina elegans (Kunth) R.M.King & H.Rob.
- Ageratina enixa (B.L.Rob.) R.M.King & H.Rob.
- Ageratina ernstii R.M.King & H.Rob.
- Ageratina espinosarum (A.Gray) R.M.King & H.Rob. 	1
- Ageratina etlensis (B.L.Rob.) R.M.King & H.Rob.
- Ageratina ewanii H.Rob.
- Ageratina fastigiata (Kunth) R.M.King & H.Rob.
- Ageratina feuereri H.Rob.
- Ageratina flaviseta (B.L.Rob.) R.M.King & H.Rob.
- Ageratina flourensifolia (B.L.Turner) R.M.King & H.Rob.
- Ageratina funckii (B.L.Rob.) R.M.King & H.Rob.
- Ageratina geminata (McVaugh) R.M.King & H.Rob.
- Ageratina gentryana B.L.Turner
- Ageratina gilbertii (B.L.Rob.) R.M.King & H.Rob.
- Ageratina glabrata (Kunth) R.M.King & H.Rob.
- Ageratina glandularis (B.L.Rob.) H.Rob.
- Ageratina glandulifera H.Rob.
- Ageratina glauca (Sch.Bip. ex Klatt) R.M.King & H.Rob.
- Ageratina glechonophylla (Less.) R.M.King & H.Rob.
- Ageratina glischra (B.L.Rob.) R.M.King & H.Rob.
- Ageratina gloeoclada (B.L.Rob.) R.M.King & H.Rob.
- Ageratina glyptophlebia (B.L.Rob.) R.M.King & H.Rob.
- Ageratina gonzalezorum B.L.Turner
- Ageratina gracilenta (B.L.Rob.) R.M.King & H.Rob.
- Ageratina gracilis (Kunth) R.M.King & H.Rob.
- Ageratina grandifolia (Regel) R.M.King & H.Rob.
- Ageratina grashoffii B.L.Turner
- Ageratina gynoxoides (Wedd.) R.M.King & H.Rob.
- Ageratina gypsophila B.L.Turner
- Ageratina haageana H.Rob.
- Ageratina halbertiana (McVaugh) R.M.King & H.Rob.
- Ageratina harlingii H.Rob.
- Ageratina hartii (Urb.) R.M.King & H.Rob.
- Ageratina havanensis (Kunth) R.M.King & H.Rob.
- Ageratina hebes (B.L.Rob.) R.M.King & H.Rob.
- Ageratina hederifolia (A.Gray) R.M.King & H.Rob.
- Ageratina helenae R.M.King & H.Rob.
- Ageratina henzium B.L.Turner
- Ageratina herbacea (A.Gray) R.M.King & H.Rob.
- Ageratina hernandezii B.L.Turner
- Ageratina herrerae R.M.King & H.Rob.
- Ageratina hidalgensis (B.L.Rob.) R.M.King & H.Rob.
- Ageratina hintonii R.M.King & H.Rob.
- Ageratina hirtella R.M.King & H.Rob.
- Ageratina huehueteca (Standl. & Steyerm.) R.M.King & H.Rob.
- Ageratina hyssopina (A.Gray) R.M.King & H.Rob.
- Ageratina ibaguensis (Sch.Bip. ex Hieron.) Sch.Bip. ex R.M.King & H.Rob.
- Ageratina ilicifolia B.L.Turner
- Ageratina illita (Urb.) R.M.King & H.Rob.
- Ageratina infiernillensis R.M.King & H.Rob.
- Ageratina intercostulata (B.L.Rob.) R.M.King & H.Rob.
- Ageratina intibucensis R.M.King & H.Rob.
- Ageratina iodotricha (B.L.Rob.) R.M.King & H.Rob.
- Ageratina irrasa (B.L.Rob.) R.M.King & H.Rob.
- Ageratina isolepis (B.L.Rob.) R.M.King & H.Rob.
- Ageratina ixiocladon (Benth. ex Benth.) R.M.King & H.Rob.
- Ageratina jacunda (Greene) A.Clewell & Wooton
- Ageratina jahnii (B.L.Rob.) R.M.King & H.Rob.
- Ageratina jaliscensis (B.L.Rob.) Gage ex B.L.Turner
- Ageratina jalpana B.L.Turner
- Ageratina jocotepecana B.L.Turner
- Ageratina josepaneroi B.L.Turner
- Ageratina jucunda (Greene) Clewell & Wooten
- Ageratina juxtlahuacensis Panero & Villaseñor
- Ageratina kochiana B.L.Turner
- Ageratina kupperi (Suess.) R.M.King & H.Rob.
- Ageratina lapsensis B.L.Turner
- Ageratina lasia (B.L.Rob.) R.M.King & H.Rob.
- Ageratina lasioneura (Hook. & Arn.) R.M.King & H.Rob.
- Ageratina latipes (Benth.) R.M.King & H.Rob.
- Ageratina leiocarpa (B.L.Rob.) Gage ex B.L.Turner
- Ageratina lemmonii (B.L.Rob.) R.M.King & H.Rob.
- Ageratina leptodictyon (A.Gray) R.M.King & H.Rob.
- Ageratina liebmannii (Sch.Bip. ex Klatt) R.M.King & H.Rob.
- Ageratina ligustrina (DC.) R.M.King & H.Rob.
- Ageratina lobulifera (B.L.Rob.) R.M.King & H.Rob.
- Ageratina loeseneri (B.L.Rob.) R.M.King & H.Rob.
- Ageratina lopez-mirandae R.M.King & H.Rob.
- Ageratina lorentzii (Hieron.) R.M.King & H.Rob.
- Ageratina luciae-brauniae (Fernald) R.M.King & H.Rob.
- Ageratina lucida (Ortega) R.M.King & H.Rob.
- Ageratina macbridei (B.L.Rob.) R.M.King & H.Rob.
- Ageratina macdonaldii B.L.Turner
- Ageratina macvaughii R.M.King & H.Rob.
- Ageratina mairetiana (DC.) R.M.King & H.Rob. 	1
- Ageratina malacolepis (B.L.Rob.) R.M.King & H.Rob.
- Ageratina manantlana B.L.Turner
- Ageratina maranonii H.Rob.
- Ageratina mariarum (B.L.Rob.) R.M.King & H.Rob.
- Ageratina miahuatlana B.L.Turner
- Ageratina microcarpum (Benth.) Hemsl.
- Ageratina miquihuana (B.L.Turner) R.M.King & H.Rob.
- Ageratina modesta (Kunth) R.M.King & H.Rob.
- Ageratina molinae R.M.King & H.Rob.
- Ageratina moorei B.L.Turner
- Ageratina mortoniana (Alain) R.M.King & H.Rob.
- Ageratina muelleri (Sch.Bip. ex Klatt) R.M.King & H.Rob.
- Ageratina multiserrata (Sch.Bip.) R.M.King & H.Rob.
- Ageratina mutiscuensis (B.L.Rob.) R.M.King & H.Rob.
- Ageratina mygindaefolia (A.Gray) R.M.King & H.Rob.
- Ageratina nelsonii R.M.King & H.Rob.
- Ageratina neohintoniorum B.L.Turner
- Ageratina neriifolia (B.L.Rob.) R.M.King & H.Rob.
- Ageratina nesomii B.L.Turner
- Ageratina oaxacana (Klatt) R.M.King & H.Rob.
- Ageratina ocanensis (B.L.Rob.) R.M.King & H.Rob.
- Ageratina occidentalis (Hook.) R.M.King & H.Rob.
- Ageratina oligocephala (DC.) R.M.King & H.Rob.
- Ageratina oppositifolia (A.Gray) B.L.Turner
- Ageratina oreithales (Greenm.) B.L.Turner
- Ageratina ovilla (Standl. & Steyerm.) R.M.King & H.Rob.
- Ageratina pachypoda (B.L.Rob.) R.M.King & H.Rob.
- Ageratina pacifica (B.L.Rob. ex B.L.Rob.) R.M.King & H.Rob.
- Ageratina palmeri (A.Gray) Gage ex B.L.Turner
- Ageratina pampalcensis (B.L.Rob.) R.M.King & H.Rob.
- Ageratina paramensis (Aristeg.) R.M.King & H.Rob.
- Ageratina parayana (Espinosa) B.L.Turner
- Ageratina parviceps H.Rob.
- Ageratina paucibracteata (Alain) R.M.King & H.Rob.
- Ageratina paupercula (A.Gray) R.M.King & H.Rob.
- Ageratina pazcuarensis (Kunth) R.M.King & H.Rob.
- Ageratina pelotropha (B.L.Rob.) R.M.King & H.Rob.
- Ageratina pendula Panero & Villaseñor
- Ageratina pentlandiana (DC.) R.M.King & H.Rob.
- Ageratina pentlandica (DC.) R.M.King & H.Rob.
- Ageratina peracuminata R.M.King & H.Rob.
- Ageratina perezii B.L.Turner
- Ageratina petiolaris (Moc. & Sessé ex DC.) R.M.King & H.Rob.
- Ageratina photina (B.L.Rob.) R.M.King & H.Rob.
- Ageratina pichinchensis (Kunth) R.M.King & H.Rob.
- Ageratina piurae (B.L.Rob.) R.M.King & H.Rob.
- Ageratina plethadenia (Standl. & Steyerm.) R.M.King & H.Rob.
- Ageratina popayanensis (Hieron.) R.M.King & H.Rob.
- Ageratina porriginosa (B.L.Rob.) R.M.King & H.Rob.
- Ageratina potosina B.L.Turner
- Ageratina pringlei (B.L.Rob. & Greenm.) R.M.King & H.Rob.
- Ageratina prionobia (B.L.Rob.) R.M.King & H.Rob.
- Ageratina proba (N.E.Br.) R.M.King & H.Rob.
- Ageratina prunellaefolia (Kunth) R.M.King & H.Rob.
- Ageratina prunellifolia (Kunth) R.M.King & H.Rob.
- Ageratina prunifolia (Kunth) R.M.King & H.Rob.
- Ageratina pseudochilca (Benth.) R.M.King & H.Rob.
- Ageratina pseudogracilis H.Rob.
- Ageratina psilodora (B.L.Rob.) R.M.King & H.Rob.
- Ageratina purpusii (Brandegee) R.M.King & H.Rob.
- Ageratina queretaroana B.L.Turner
- Ageratina ramireziorum (Espinosa) B.L.Turner
- Ageratina ramonensis (B.L.Rob.) R.M.King & H.Rob.
- Ageratina regalis H.Rob.
- Ageratina remyana (Phil.) R.M.King & H.Rob.
- Ageratina repens (B.L.Rob.) R.M.King & H.Rob.
- Ageratina resinifera H.Rob.
- Ageratina resiniflua (Urb.) R.M.King & H.Rob.
- Ageratina reticulifera (Standl. & L.O.Williams) R.M.King & H.Rob.
- Ageratina rhodopappa (B.L.Rob.) R.M.King & H.Rob.
- Ageratina rhodopoda (B.L.Rob.) R.M.King & H.Rob.
- Ageratina rhomboidea (Kunth) R.M.King & H.Rob.
- Ageratina rhypodes (B.L.Rob.) R.M.King & H.Rob.
- Ageratina rhytidodes (B.L.Rob.) R.M.King & H.Rob.
- Ageratina riparia (Regel) R.M.King & H.Rob.
- Ageratina riskindii B.L.Turner
- Ageratina rivalis (Greenm.) R.M.King & H.Rob.
- Ageratina robinsoniana (Greene) B.L.Turner
- Ageratina rollinsii B.L.Turner
- Ageratina roraimensis (N.E.Br.) R.M.King & H.Rob.
- Ageratina rosei H.Rob.
- Ageratina rothrockii (A.Gray) R.M.King & H.Rob.
- Ageratina rubricaulis (Kunth) R.M.King & H.Rob.
- Ageratina rufa (Greene) R.M.King & H.Rob.
- Ageratina rupicola (B.L.Rob. & Greenm.) R.M.King & H.Rob.
- Ageratina salicifolia R.M.King & H.Rob.
- Ageratina saltillensis (B.L.Rob.) R.M.King & H.Rob.
- Ageratina salvadorensis R.M.King & H.Rob.
- Ageratina sandersii B.L.Turner
- Ageratina saxorum (Standl. & Steyerm.) R.M.King & H.Rob.
- Ageratina schaffneri (Sch.Bip. ex B.L.Rob.) R.M.King & H.Rob.
- Ageratina scopulorum (Wedd.) R.M.King & H.Rob.
- Ageratina scorodonioides (A.Gray) R.M.King & H.Rob.
- Ageratina seleri B.L.Turner
- Ageratina serrulata H.Rob.
- Ageratina shastensis (D.W.Taylor & Stebbins) R.M.King & H.Rob.
- Ageratina simulans (B.L.Rob.) R.M.King & H.Rob.
- Ageratina sinaloensis R.M.King & H.Rob.
- Ageratina skutchii (B.L.Rob.) R.M.King & H.Rob.
- Ageratina sodiroi (Hieron.) R.M.King & H.Rob.
- Ageratina soejimana B.L.Turner
- Ageratina solana B.L.Turner
- Ageratina sotarensis (Hieron.) R.M.King & H.Rob.
- Ageratina sousae B.L.Turner
- Ageratina spooneri B.L.Turner
- Ageratina standleyi R.M.King & H.Rob.
- Ageratina sternbergiana (DC.) R.M.King & H.Rob.
- Ageratina stictophylla (B.L.Rob.) R.M.King & H.Rob.
- Ageratina stricta (A.Gray) R.M.King & H.Rob.
- Ageratina subcordata R.M.King & H.Rob.
- Ageratina subferruginea (B.L.Rob.) R.M.King & H.Rob.
- Ageratina subglabra R.M.King & H.Rob.
- Ageratina subinclusa (Klatt) R.M.King & H.Rob.
- Ageratina subintegra (Greene) R.M.King & H.Rob.
- Ageratina sundbergii B.L.Turner
- Ageratina tambillensis (Hieron.) R.M.King & H.Rob.
- Ageratina tarmensis (B.L.Rob.) R.M.King & H.Rob.
- Ageratina tenuis (R.E.Fr.) R.M.King & H.Rob.
- Ageratina tetragona (Schrad.) R.M.King & H.Rob.
- Ageratina textitlana B.L.Turner
- Ageratina theaefolia (Benth.) R.M.King & H.Rob.
- Ageratina thyrsiflora (Greene) R.M.King & H.Rob.
- Ageratina tinifolia (Kunth) R.M.King & H.Rob.
- Ageratina tomentella (Schrad.) R.M.King & H.Rob.
- Ageratina tonduzii (Klatt) R.M.King & H.Rob.
- Ageratina trapezoidea (Kunth) R.M.King & H.Rob.
- Ageratina triangulata (alam. ex DC.) B.L.Turner
- Ageratina triniona (McVaugh) R.M.King & H.Rob.
- Ageratina tristis (DC.) R.M.King & H.Rob.
- Ageratina urbanii (Ekman ex Urb.) R.M.King & H.Rob.
- Ageratina vacciniaefolia (Benth.) R.M.King & H.Rob.
- Ageratina valerioi R.M.King & H.Rob.
- Ageratina vallincola (DC.) R.M.King & H.Rob.
- Ageratina venulosa (A.Gray) R.M.King & H.Rob.
- Ageratina vernalis (Vatke & Kurtz) R.M.King & H.Rob.
- Ageratina vernicosa (Sch.Bip. ex Greenm.) R.M.King & H.Rob.
- Ageratina viburnoides (DC.) R.M.King & H.Rob.
- Ageratina viejoana B.L.Turner
- Ageratina villonacoensis H.Rob.
- Ageratina viscosa (Kunth) R.M.King & H.Rob.
- Ageratina viscosissima (Rolfe) R.M.King & H.Rob.
- Ageratina warnockii B.L.Turner
- Ageratina websteri H.Rob.
- Ageratina whitei R.M.King & H.Rob.
- Ageratina wrightii (A.Gray) R.M.King & H.Rob.
- Ageratina wurdackii R.M.King & H.Rob.
- Ageratina yaharana B.L.Turner
- Ageratina yecorana B.L.Turner
- Ageratina zapalinama B.L.Turner
- Ageratina zinniifolia (B.L.Rob.) R.M.King & H.Rob.
- Ageratina zunilana (Standl. & Steyerm.) R.M.King & H.Rob.